# Brienomyrus brachyistius
Brienomyrus brachyistius és una espècie de peix africà del gènere Brienomyrus en la família Mormyridae que pertany al grup dels denominats «lluços del riu Nil». Està present en diverses conques hidrogràfiques d'Àfrica, entre elles en els afluents del centre i oest del continent.
És nativa de la República Democràtica del Congo, Angola, Benín, Camerun, Costa d'Ivori, Guinea Equatorial, el Gabon, Ghana, Guinea, Guinea-Bisáu, Libèria, Mali, Nigèria, Senegal, Sierra Leone i Togo.
Pot aconseguir una grandària aproximada de 12,4 cm. És molt semblant amb el brienomyrus longianalis, però es distingeixen per la mida de l'aleta anal i pel peduncle caudal inferior.

## Estat de conservació
Respecte a l'estat de conservació es pot indicar que d'acord amb la UICN aquesta espècie es pot catalogar en la categoria de «risc mínim (LC o LR/lc)». Aquesta espècie té una àmplia distribució, sense amenaces generalitzades conegudes.